# La Rue-Saint-Pierre (Oise)
Rue-Saint-Pierre – miejscowość i gmina we Francji, w regionie Hauts-de-France, w departamencie Oise.
Według danych na rok 1990 gminę zamieszkiwały 623 osoby, a gęstość zaludnienia wynosiła 72 osoby/km² (wśród 2293 gmin Pikardii Rue-Saint-Pierre plasuje się na 451. miejscu pod względem liczby ludności, natomiast pod względem powierzchni na miejscu 558.).